# 山背小林
山背 小林（やましろ の おばやし）は、飛鳥時代の人物。姓は直。
壬申の乱（672年）のとき大海人皇子（天武天皇）の舎人で、皇子と共に吉野宮から東国に出立した二十数人の中の一人。

## 出自
山背氏（山背直）は山背国造家で、天津彦根命の後裔とされる天孫系氏族。

## 経歴
壬申の年（672年）の6月24日、吉野宮に隠棲していた大海人皇子は、兵を集めさせている東国に向かうため妻の鸕野讚良皇女（持統天皇）と共に急いで出発した。このとき従うものは、草壁皇子、忍壁皇子と舎人二十数人、女官十数人しかいなかった。山背直小林は舎人の中の一人であった。
天武天皇12年（683年）9月、山背直は連姓を賜与されているが、この時に小林も賜姓されたかどうかは明らかでない。